# Orimarga basilobata
Orimarga basilobata är en tvåvingeart som beskrevs av Alexander 1934. Orimarga basilobata ingår i släktet Orimarga och familjen småharkrankar. Inga underarter finns listade i Catalogue of Life.